# Slættaratindur
Slættaratindur (pol. Płaski Szczyt) – najwyższy szczyt wyspy Eysturoy, a także całego archipelagu Wysp Owczych, leżącego na Morzu Norweskim. Wokół góry mieszczą się trzy osady: Eiði, Gjógv i Funningur. Wejście może trwać do czterech godzin, ale nie potrzeba umiejętności wspinaczkowych, by dostać się w sezonie na szczyt, z którego ponoć przy dobrej przejrzystości powietrza dostrzec można Vatnajökull, największy islandzki lodowiec. 
Opodal, na północ od góry leży drugie co do wielkości wzniesienie na archipelagu zwane Gráfelli (856 m n.p.m.).

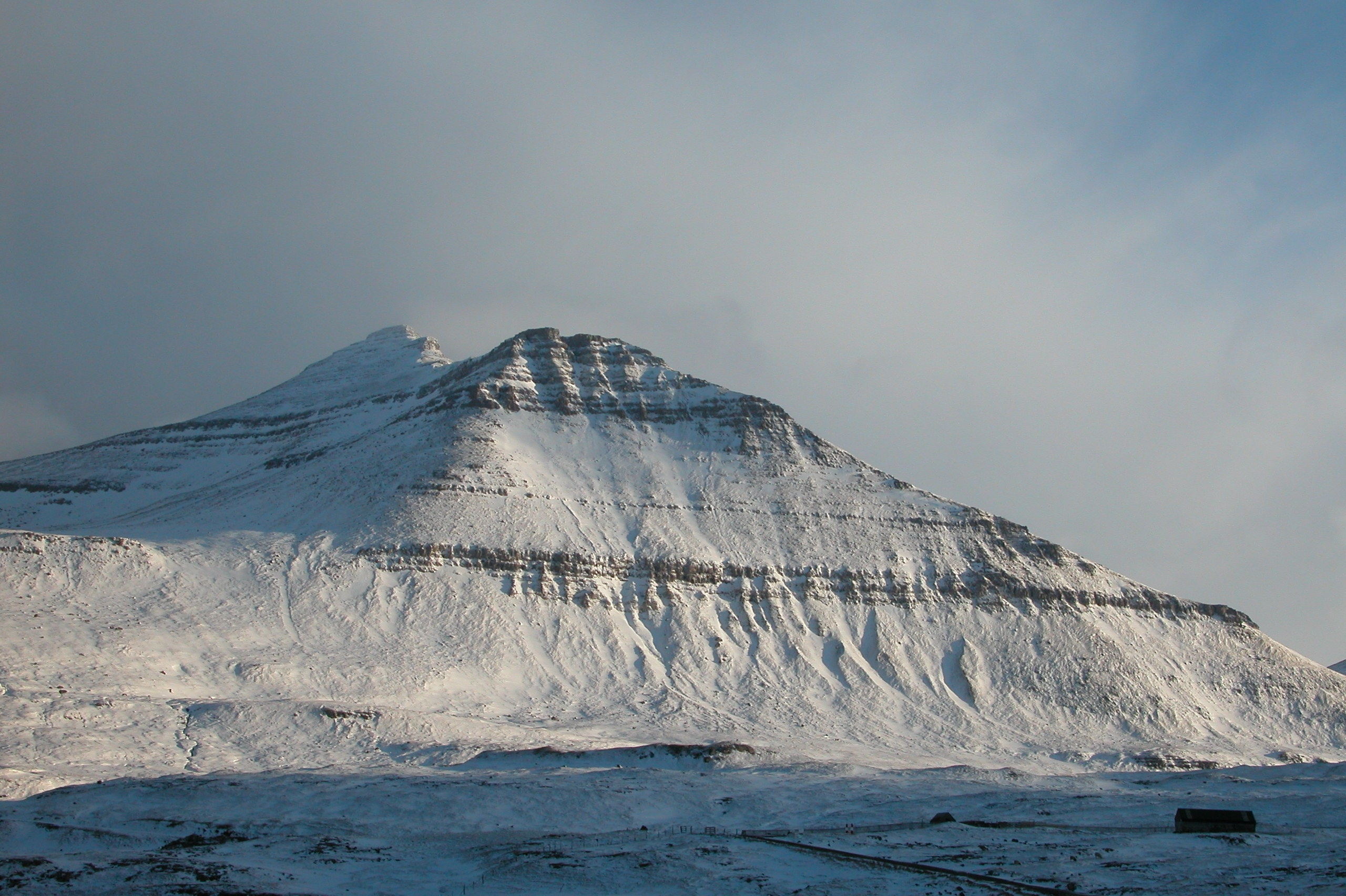
Slættaratindur zimą
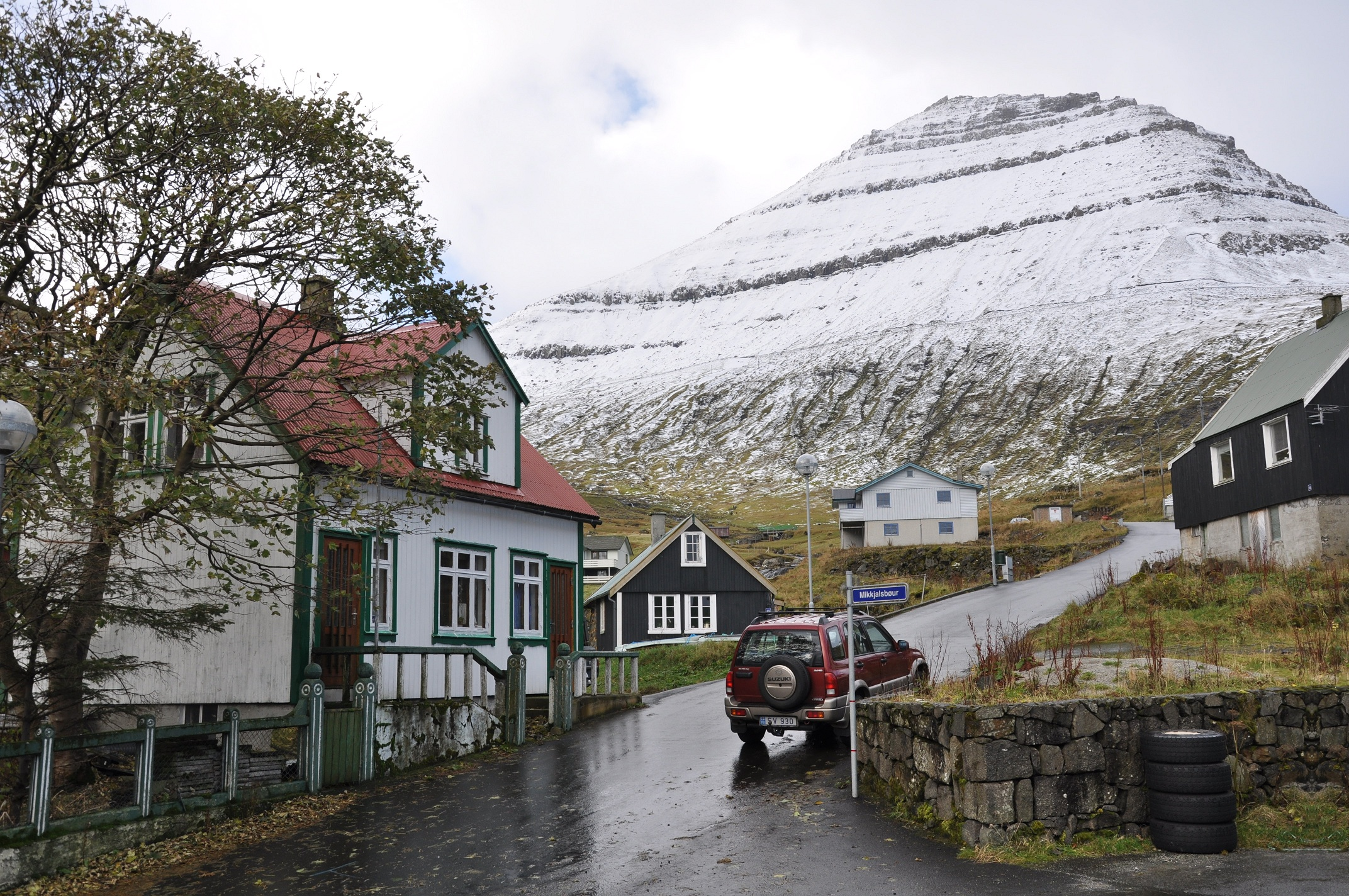
szczyt widziany z miejscowości Funningur